# Gare de Clelles - Mens
Gare de Clelles - Mens vasútállomás Franciaországban, Clelles településen.

## Vasútvonalak
Az állomást az alábbi vasútvonalak érintik:
- Lyon-Perrache-Grenoble-Marseille-vasútvonal

## Kapcsolódó állomások
A vasútállomáshoz az alábbi állomások vannak a legközelebb:
- Gare de Monestier-de-Clermont
- Gare de Lus-la-Croix-Haute